# 奥拉夫·厄尔维格
奥拉夫·厄尔维格（挪威語：Olaf Ørvig，1889年11月26日—1939年6月25日），挪威男子帆船运动员。他曾代表挪威参加1920年夏季奥林匹克运动会帆船比赛，获得一枚金牌。他于1939年在卑尔根去世。